# 訴諸中庸
訴諸中庸（英語：argument to moderation；拉丁語：argumentum ad temperantiam），是假定從多個衝突觀點中找出折衷觀點就一定是最佳解、真相必然在兩極端之間的謬誤。然而，許多時候折衷的選擇會更不切實際、更不可取。

## 說明
很多甚至多數看似相衝突的觀點或事物都有中間地帶，甚而形成一個連續光譜，像是在人格特質上，絕大多數的人都落在純粹的內向與外向之間，政治上純粹的左派與右派立場之間也有許多中間地帶，而多數人在某些領域比較左派、在另一些領域比較右派；很多時候，在相衝突的觀點之間取折衷解也確實比較好，人們也往往傾向認為折衷方案比起任何的極端要好，弗拉基米爾·康斯坦丁諾維奇·布科夫斯基認為，和傾向尋求絕對真理的俄羅斯人相比，來自西方多元社會的人更容易犯下訴諸中庸的謬誤，而這是由於西方人慣於藉由妥協和尋找可接受的替代方案來解決問題的做法所致。
一些定義性的東西，像例如「國家是否廢除死刑」就沒有中間地帶，因為從定義上來看，一個國家顯然不可能同時既廢除死刑又維持死刑，所謂的第三條路，包括「對特定人廢除死刑，但對其他人維持死刑」的作法，從定義上來看依舊不是「廢除死刑」；除此之外，布科夫斯基曾指出說在蘇聯官方宣傳所形成的大謊言以及真相之間做折衷得出的結論，依舊是謊言，因此人們不該在虛假訊息和真實訊息之間做折衷，因為從定義上來看，半真半假的訊息還是假的；此外，一些在理論上有有中間地帶的事物，在實務上可能也不存在可行的折衷方案，且就算折衷解確實可行，折衷解也不一定總是最好的或者最為正確的，強求折衷可能反而導致更多問題。
不是所有訴諸中庸的做法都是謬誤，很多時候訴諸中庸是合理的，訴諸中庸是否是謬誤，要看議題的定義以及情境而定。

## 示例
例1（所羅門的審判）

你說這對雙胞胎是你的，他說這對雙胞胎是他的，這樣好了，我把這對雙胞胎分成兩半，你們一人各養一個吧！

嬰兒的養育權應從其他客觀的依據判定，不應單純只從兩方爭辯就將嬰兒平分，這對嬰兒真正的家長或監護人並不公平。
例2

甲认为喝绿茶会导致肥胖，乙认为喝绿茶不可能导致肥胖，丙则认为偶尔喝绿茶不会使人肥胖，但长期喝绿茶则有发胖的风险。

科學研究關乎事實，而非折衷，若一個論述是受到大量事實支持的，就不能因為這看法看似極端而將之否定，或在這看法與其他常見但錯誤的看法之間取折衷。在此例中，已知绿茶无论是偶尔喝还是长期喝都不会使人发胖，丙的观点看似调和了甲乙的观点，实则和甲的观点一样完全错误。任何科學觀點，不論是看似處於極端的端點，或是兩者間的各種折衷方案，都該看實際數據決定哪種說法是對的，在沒有實際證據的狀況下，將任何說法取折衷結案，和堅持任何極端一樣不科學。
例3

编号应该从0还是1开始？不必多說，0.5就是最好的選擇了。

编排序号，一般只用0或1开始，兩種定法各有利弊，但使用0.5只會徒增困擾。
例4

許多民眾高呼殺人者死，廢死團體要求不要有死刑。我認為大家不應該執著於死刑或廢死，而應該各退一步，想想折衷妥協的第三條路，那就是國家應該對高呼殺人者死的人受害的案件，維持死刑的選項，而對主張廢除死刑的人受害的案件廢除死刑，這樣大家皆大歡喜，豈不是更好？

這類聲稱是死刑和廢死之外的第三條路的方案，往往都忘記了廢除死刑在定義上不會有部份廢除的狀況，而國家只要還有死刑，就不會是「廢死」。
例5（「五折正義」）

他可能犯了足以被判死刑的罪，但沒有直接證據，既然這樣，就取死刑和無罪的中間值，判他無期徒刑。

有罪就有罪，無罪就無罪，政府應該盡全力調查，罪證不足就該無罪釋放，罪證充足就按照法律判決，就算是判處無期徒刑，也該有充分的理由，不應該以這種「死刑和無罪加起來除以二等於無期徒刑」的方式結案。
例6（唐朝徐元慶案）

徐元慶為他父親復仇，殺了他的殺父仇人但身為中央大官的趙師韞，之後自首。殺人是錯的，但替父親復仇是對的，是孝心的展現。因此應該把徐元慶處死，並在他居住的地方，設立旌旗表彰他的行為。

一個行為的對錯，固然該考慮很多因素，而且常常同時有對的地方，也有錯的地方；但受國家表彰，和受國家處罰，在法理上是不能兼容的，國家在法理上不該同時表彰及處罰同一個行為，因此對一個行為同時表彰和處罰的做法，本身就是一種錯誤的折衷。
例7

- 甲：紫微斗數很準，至少比星座準多了，我的性格是怎樣的都被說中了，甚至連我哪年會出事都講中了。
- 乙：紫微斗數是算命，甚麼樣的算命都沒根據，Geoffery Dean早就對2000多個同時同地出生的人做過研究，結果發現算命的準確度和亂猜差不多，你會覺得算命準，恐怕是巴納姆效應所致。
- 甲：可是XX老師把我的過去全部算準了，連我父親哪年過世都說中了，這又要怎麼解釋？
- 丙：算命有其準確性存在，但是古人說一命二運三風水，四積陰德五讀書，因此努力和積陰德可以改變壞運，或讓好運變得更好，因此算命不是總是算得準的。因此甲不要太迷信，要多積陰德和努力上進；乙也不要太鐵齒，應該相信命理是一種統計學，而非偽科學。

丙的說法看似調和甲乙兩造的說法，但算命有多少參考價值，是要看研究而定的，而不是單純將相信者和不相信者的看法折衷說「算命有其準確性存在，但是努力和積陰德可以改變壞運，或讓好運變得更好」這種話就可以結案的；而目前學界一般認為算命的結果沒有任何參考價值，在這種狀況下，丙的說法和甲的一樣是錯的。
例8

國外人權專家報告說某信仰團體遭到酷刑迫害，並呼籲政府解除對該信仰的禁令，因為信仰自由是基本人權；但政府說他們沒有迫害該信仰團體的信徒，還說禁止他們是正當的，因為那個團體是邪教。我認為就算那團體是邪教，政府也不該禁止那種信仰，但我認為所謂的酷刑迫害之說毫無根據，完全是那信仰團體和人權專家在胡說八道。

這看法是在政府官方說法與國外人權專家報告之間的折衷，在沒有其他證據證明酷刑存在的狀況下，這看法可能是對的；然而有可能該信仰團體確實遭到酷刑迫害，在該信仰團體確實遭到酷刑迫害的狀況下，這看法只是政府官方的謊言之外的另一個假象。
例9

- 甲：我認為⋯
- 乙：甲的說法程度太差，不值一駁。
- 甲：可見我的說法才是真理。
- 丙：甲犯了訴諸沉默的謬誤，乙犯了訴諸斷言的謬誤，既然這樣，甲的說法雖然未必是真理，但也不是像乙說的那樣，毫無可取之處。也就是說，甲的說法固然有誤，但也有一定的參考價值。

甲的說法是否是真理，或者是「不值一駁」的謬論，或者介於兩者之間，要看事實和雙方的理據而定，不能因為雙方各執一詞，又看起來都犯了邏輯謬誤，就假定真相必然介於兩者之間，從而認定甲的說法有可取之處，但未必是真理。（参见谬误论证）
例10

- 甲（XXX的對手）：XXX是個滿口謊言的無恥王八，真實的XXX，完全不是電視上所呈現的那個樣子，他在公眾面前所做出來的樣子都嘛是在騙。我講的話都是有憑有據的，以下是我的證據，因為‧‧‧（拿出一疊資料佐證自己的說法）‧‧‧所以XXX根本不可信。
- 乙（XXX的支持者）：這純粹是抹黑！是對XXX的人格謀殺！我可以證明甲所謂的證據都是謠言，都是為了抹黑XXX而蓄意捏造出來的，他的根本目的是要汙衊XXX的人格。（拿出一疊資料反駁甲的說法）‧‧‧，所以甲根本是含血噴人。
- 丙：看到甲和乙的辯論，感覺XXX沒有像甲說的那麼糟，但俗話說無風不起浪，因此我認為XXX大概真的有人格上的缺陷，所以才會被甲給抨擊的。

或許XXX的真實樣貌，介於甲和乙的說法之間；也或許甲的指控是純然的事實；或者如乙所說的一般，甲對XXX人格的指控，純粹是用以汙衊、栽贓的謊言；但哪一種事實是正確的，端看甲和乙兩造提出的證據而定，像丙這樣因為看到某人對XXX的人格進行攻擊，就假定XXX的人格必然有問題，就算看到XXX的支持者的辯護，也取折衷見解繼續認為XXX的人格可能有問題的做法，是錯誤的。

## 外部連結
- （英文）False Compromise at ChangingMinds.org（页面存档备份，存于）
- （英文）Logical Fallacy of Argument to Moderation / Argumentum Ad Temperantiam / Middle Ground / False Compromise（页面存档备份，存于）